# Sylvia McNair
Pour les articles homonymes, voir McNair.
Sylvia McNair, née le 23 juin 1956 à Mansfield (Ohio), est une soprano américaine. Chanteuse d'opéra et de récitals, elle a aussi abordé les genres de la comédie musicale et du cabaret. Elle joue aussi du violon.

## Biographie
Sylvia McNair a commencé le violon puis étudié le chant au Wheaton College, ensuite à l'université de l'Indiana où elle a obtenu son diplôme (Master of Music) en 1983.
Elle a donné son premier concert avec l'orchestre symphonique d'Indianapolis en 1980, Elle a débuté à la scène en 1982 dans L'infedeltà delusa de Joseph Haydn.
Elle a obtenu un Grammy Award en 1993 et 1996.
Depuis la fin des années 1990, elle s'est tournée vers le répertoire de Broadway et le jazz.

## Discographie
- Berlioz : Béatrice et Bénédict, Vincent Le Texier, Don Pedro, Gilles Cachemaille, Claudio, Jean-Luc Viala, Bénédict, Philippe Magnant, Léonato, Sylvia McNair, Hero, Susan Graham, Béatrice, Catherine Robbin, Ursule, Gabriel Bacquier, Somarone, Chœurs et orchestre de l'Opéra de Lyon, dirigés par John Nelson. 2 CD Warner Classics Erato 1992 report 2011.
- Mozart : Grande messe en ut mineur. John Elliot Gardiner. Monteverdi Choir. English Baroque Soloists. Philips Classics 420 210-2 1986 (OCLC 18663601).